# Свинухова, Ольга Валентиновна
Ольга Валентиновна Свинухова (3 июля 1969) — российская футболистка, вратарь, тренер. Мастер спорта России (1994).

## Биография
Первый тренер — А. Э. Колчев. В начале карьеры выступала за клуб «Виктория» (Ставрополь). С 1994 года более десяти лет выступала за воронежскую «Энергию», провела более 150 матчей в высшей лиге России (по другим данным — 198 матчей). Пятикратная чемпионка России (1995, 1997, 1998, 2002, 2003), неоднократный серебряный (1994, 1996, 1999, 2000, 2001, 2010) и бронзовый (2004, 2011/12) призёр. Обладательница (1995, 1996, 1997, 1999, 2000, 2001) и финалистка (1994, 1998, 2003, 2010) Кубка России. Неоднократно входила в ежегодные списки 33-х лучших футболисток. Включена в символическую сборную «Энергии» за 20 лет.
Некоторое время входила в тренерский штаб «Энергии», была ассистенткой Надежды Босиковой. В 2007 году была третьим вратарём «Надежды» (Ногинск), а во втором круге исполняла обязанности главного тренера клуба, в итоге «Надежда» стала бронзовым призёром чемпионата России. Позднее выступала в первой лиге за ШВСМ (Воронеж). В 2010—2012 годах возвращалась на поле и провела ещё 24 матча в высшей лиге за «Энергию».
17 августа 1996 года провела единственный матч за сборную России против сборной Исландии.
После окончания карьеры работает тренером в ДЮСШ № 2 г. Курганинска (Краснодарский край).